# Крутіха (Топчихинський район)
Круті́ха (рос. Крутиха) — селище у складі Топчихинського району Алтайського краю, Росія. Входить до складу Фунтиківської сільської ради.

## Населення
Населення — 88 осіб (2010; 131 у 2002).
Національний склад (станом на 2002 рік):
- росіяни — 96 %